# Gollum (browser)
Gollum Browser é um web browser que abre apenas artigos da Wikipedia. Links externos são abertos como browser regular do usuário. Gollum foi criado por Harald Hanek em 2005 usando PHP e Ajax.